# 何英傑家族
何英傑家族為香港一祖籍上海浦東的富商家族。家族創始人何英傑於抗日戰爭期間經營印刷生意賺到第一桶金。1942年在上海創辦香煙廠。1950年成立香港煙草有限公司，代理萬寶路等受歡迎香煙品牌，業務隨着香港經濟起飛而不斷發展，後期何英傑又染指金融投資，1997年購入置地公司股權。其長孫何柱國1990年代返港接手家族生意，入股星島新聞集團。次孫何定國移民加拿大後，開始投資包括國龍航空、高爾夫球場、名牌車代理、飲料及食品生意。

## 家族成員
- 何英傑＝蔣素貞[1]
  - 何關根＝金梅英
    - 何柱國＝黃敏珊
      - 何正德＝林恬兒
      - 另外一女

    - 何定國＝馮綺雯（已離婚）
      - Kristen
      - Cynthia
      - Stephen

    - 何佩琳＝馬超華

  - 何琴珍＝金堯庭
    - 另外一子三女

  - 何琴霞＝姜義奎
  - 何琴芳＝吳百忍
  - 何琴梅＝曹世植

## 外部連結
- 星島新聞集團 （页面存档备份，存于）
- 星島日報
- 頭條日報 （页面存档备份，存于）